# 12378 Johnston
12378 Johnston eller 1994 PK1 är en asteroid i huvudbältet som upptäcktes den 15 augusti 1994 av den australiensiske astronomen Robert H. McNaught vid Siding Spring-observatoriet. Den är uppkallad efter David Macarthur Johnston.